# The Puritan (film 1914)
The Puritan è un cortometraggio muto del 1914 diretto e interpretato da John Ince.

## Produzione
Il film fu prodotto dalla Lubin Manufacturing Company.

## Distribuzione
Distribuito dalla General Film Company, il film - un cortometraggio di una bobina - uscì nelle sale cinematografiche USA il 27 marzo 1914.